# Sprzężenie spinowo-orbitalne
Sprzężenie spinowo-orbitalne (sprzężenie spin-orbita) – wzajemne magnetyczne oddziaływanie pomiędzy orbitalnym a spinowym momentem magnetycznym. Pojęcie jest stosowane w mechanice kwantowej, spektroskopii i chemii koordynacyjnej.

## Istota zjawiska
Każdy elektron posiada własny spin, który determinuje spinowy moment pędu. Pozostają one w ciągłym ruchu, a ponieważ są obdarzone ładunkiem (ujemnym), to posiadają moment magnetyczny związany ze spinem. Zatem zachowują się jak miniaturowe magnesy, które orientują się w polu magnetycznym. Ponadto każdy elektron posiada orbitalny moment pędu, zachowujący się jak obwód prądowy i związany z nim moment magnetyczny. Wzajemne oddziaływanie momentów pędu spinowego i orbitalnego nazywane jest sprzężeniem spinowo-orbitalnym.
Wielkość sprzężenia zależy od wzajemnej orientacji obu momentów magnetycznych. Orientacja tychże momentów zależy wyłącznie od całkowitego momentu pędu elektronów, wyrażonego poprzez wektorową sumę orbitalnego i spinowego momentu pędu. Kiedy są one skierowane przeciwnie, całkowity moment ma niską wartość, natomiast gdy są niemal równoległe – wysoką.

## Stała sprzężenia
Obok efektu Jahna-Tellera sprzężenie spin-orbita ma wpływ na kształt związków kompleksowych (powoduje lekkie rozszczepienie poziomów), a w konsekwencji na obraz widm UV-Vis. Dobrą metodą do określenie rzeczywistej wartości rozszczepienia, spowodowanego przez oddziaływanie spin-orbita, jest wyznaczenie stałej sprzężenia (ζ). Opisuje ona rozszczepienie spektralne i mierzy się ją w cm−1. Rozszczepienie to odgrywa rolę jednak tylko w przypadku pasm o słabej intensywności, powstałych w wyniku przejść spinowo wzbronionych. Obliczenia kwantowomechaniczne wykazały następującą zależność energii poziomów od liczb kwantowych, z uwzględnieniem stałej sprzężenia:
{\displaystyle E_{l,s,j}={\frac {1}{2}}hc\zeta [j(j+1)-l(l+1)-s(s+1)],}
gdzie:
- {\displaystyle h} – stała Plancka,
- {\displaystyle c} – prędkość światła w próżni,
- {\displaystyle l,\ s,\ j} – liczby kwantowe.